# Paleisbeeld

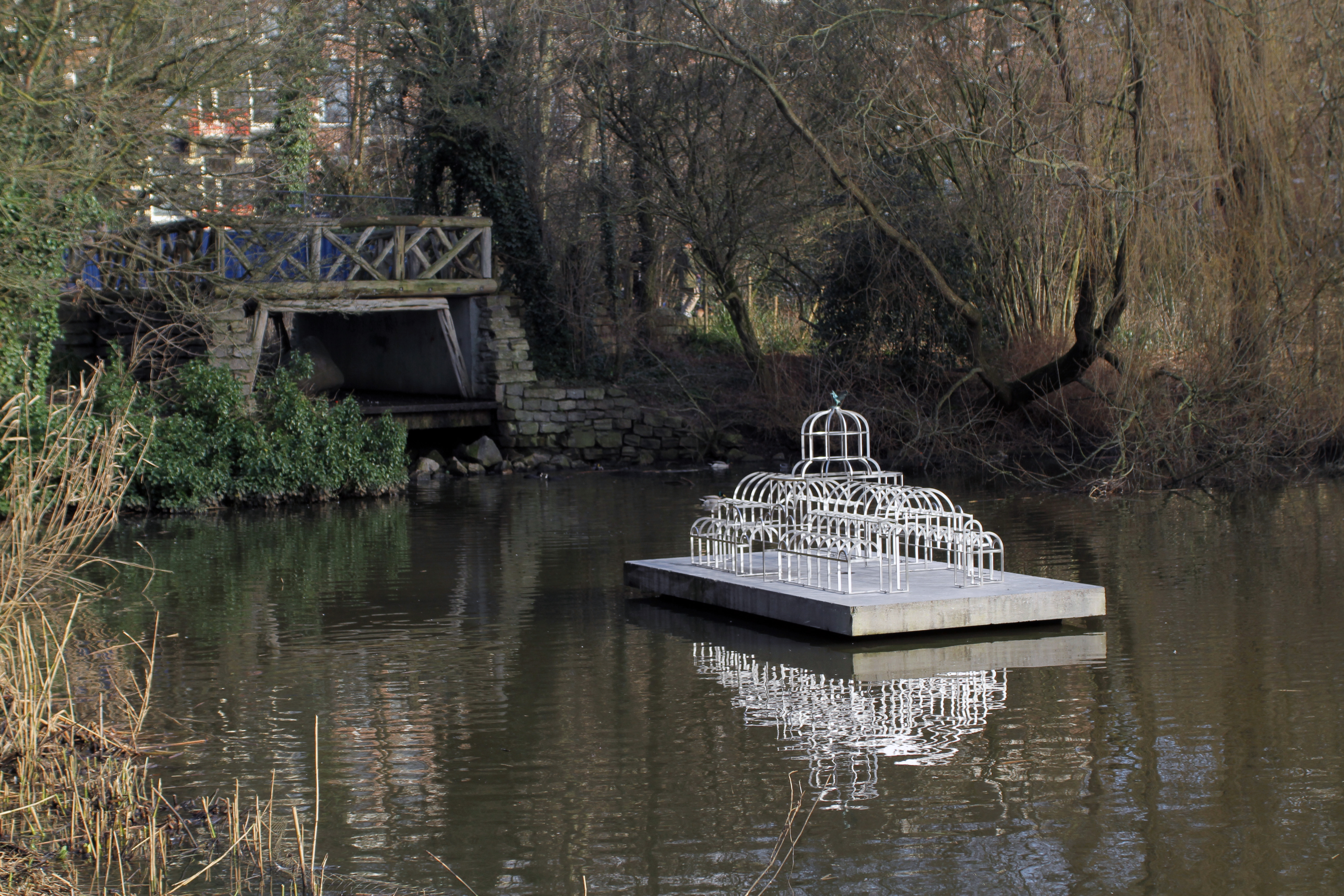

Paleisbeeld is een artistiek kunstwerk in Amsterdam-Zuid.
In het Sarphatipark staat in de vijver voor het Liefdesbruggetje een kaal platform. In 2020 ontstond het idee om dat platform, tot dan toe in gebruik bij eenden en andere vogels, op te vullen met een beeld. Ongeveer tegelijkertijd vond 450 meter verderop de ontmanteling plaats van de toren van De Nederlandsche Bank, dat steevast eindigt op de lijst met lelijkste gebouwen van Amsterdam. Deze twee zaken brachten de culturele projectontwikkelingstichting "Het Nieuwe Zuiden" ertoe kunstenaar Marjet Wessels Boer in te schakelen of er op dat platform een kleine versie van het Paleis voor Volksvlijt geplaatst kon worden. 
De verbinding tussen Sarphatipark en Paleis voor Volksvlijt moet gezocht worden in Samuel Sarphati. Hij bezocht Londen en zag daar het glazen Crystal Palace. Hij richtte vervolgens de "Vereeniging voor Volksvlijt" op, die in 1857 binnen de kortste keren geld bijeen wist te brengen voor de bouw van de schepping van architect Cornelis Outshoorn. Er werd vervolgens maanden aan gebouwd, werd een zeer geliefd centrum, maar het brandde in de nacht van 17 april 1929 in een mum van tijd af. Er kwam een lege plek in de stad die in 1968 opgevuld werd door het kantoor van De Nederlandsche Bank van Marius Duintjer. In 1991 werd het complex uitgebreid met de toren van Jelle Abma. Die combinatie werd jarenlang een doorn in het oog van sommige Amsterdammers, mede onder aanvoering van kunstenaar Wim T. Schippers (Stichting tot herbouw en exploitatie van het Paleis voor Volksvlijt), die begonnen te ijveren het gebouw af te breken en het Paleis weer ter plekke te herbouwen. Het Nieuwe Zuiden en Wessels Boer kwamen tot minipaleis, dat opgetrokken wordt uit de dragende constructie (bouwskelet) van het paleis. Daarbij moet rekening gehouden blijven worden met de in het park aanwezig vogels; zij moeten door de structuur kunnen wandelen, probleem is de afvoer van de uitwerpselen van de dieren.
Voor de financiering werd dezelfde methode gebruikt als voor het Paleis. Er werden volksaandelen uitgegeven a vijftig euro, een nieuwe wijze binnen crowdfunding. Circa 300 mensen tekenden in, andere bijdragen kwamen van Amsterdams Fonds voor de Kunst, Stadsdeel Zuid en het Fonds voor Zuid.   
Fabricage van het dunne ribwerk werd uitgevoerd bij Instaal in Bergeijk.  Het bronzen beeldje bovenop is gegoten door Vacuum Slingergieterij Hosson. Het werk werd vervolgens naar Amsterdam verplaatst waar het in januari 2022 kon worden bevestigd aan het platform; het moest daarbij in de vijver ingevaren worden. 
In dezelfde tijd was Wessels Boer bezig met toegepaste kunst: Voortdurend in de Houthavens.

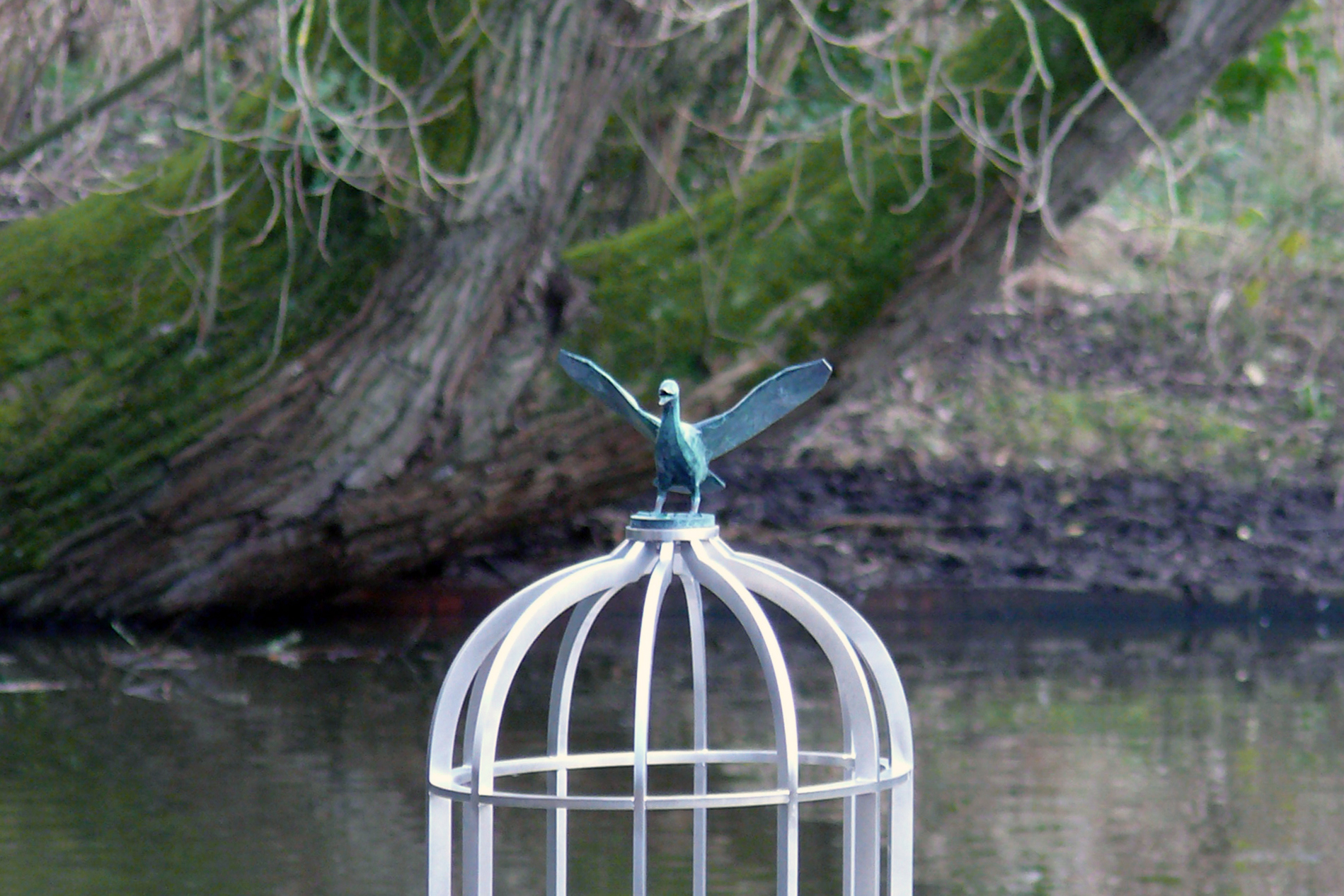
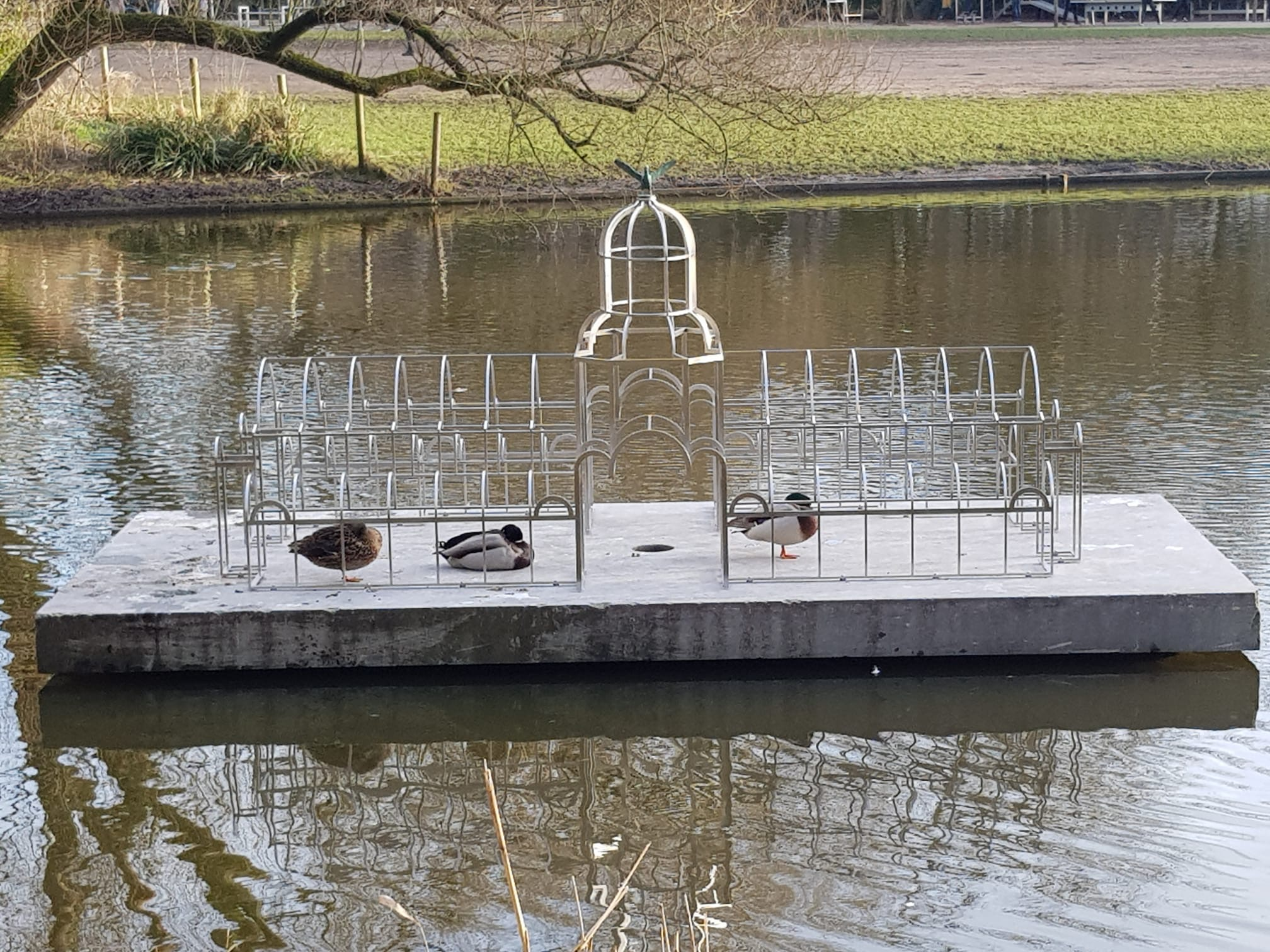
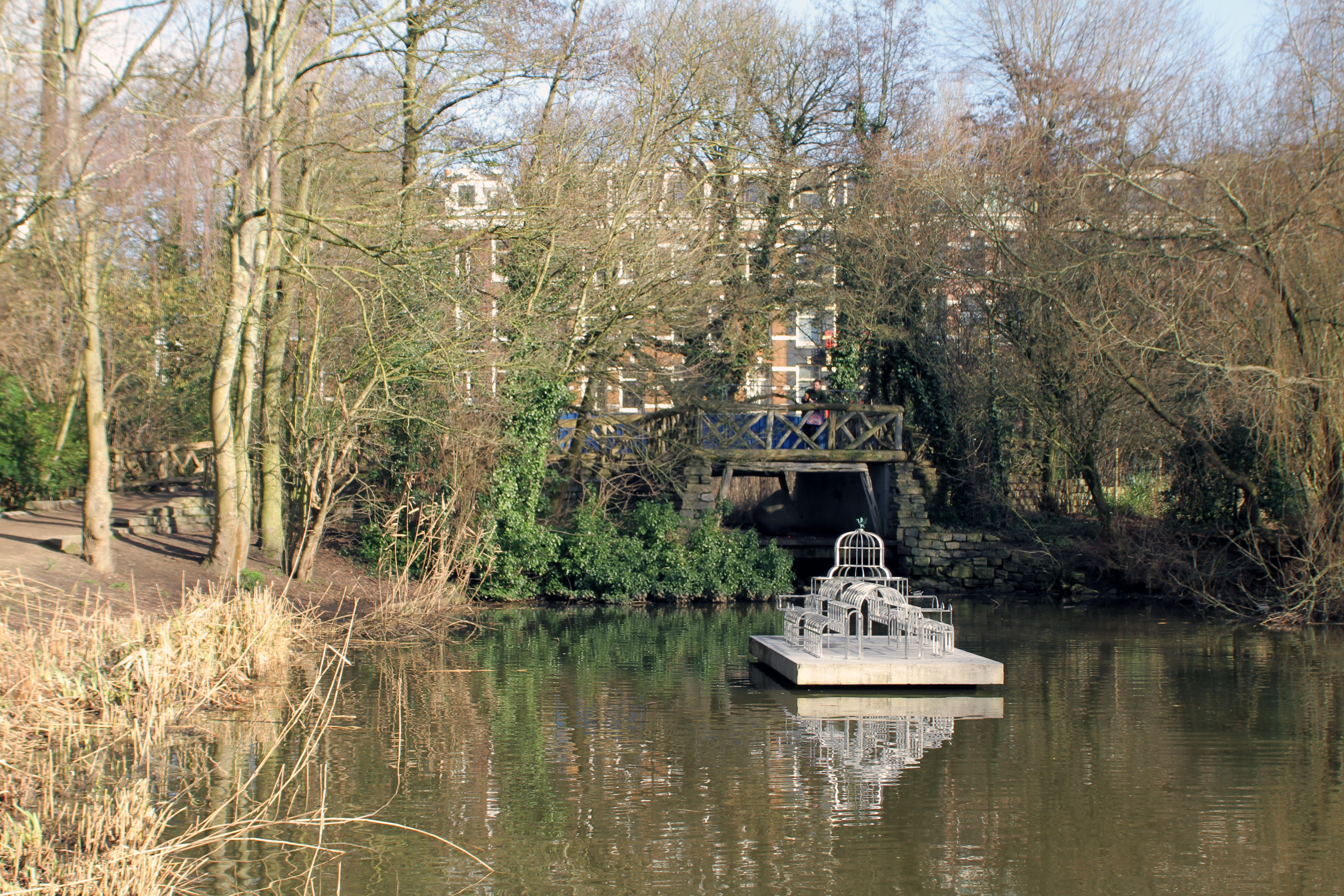